# دائرة تمنراست
دائرة تمنراست إحدى دوائر الجزائر التابعة لولاية تمنراست. عاصمتها هي تمنراست و تضم بلديات تمنراست وعين امقل.